# Джонс, Джовин
Джовин Джонс (англ. Joevin Jones; род. 3 августа 1991, Карнейдж, Тринидад и Тобаго) — тринидадский футболист, полузащитник клуба «Полис» и сборной Тринидада и Тобаго.

## Клубная карьера
Воспитанник клуба «Дабл-Ю Коннекшн». Его отец также был футболистом и выступал в сборной Тринидада и Тобаго на позиции защитника. В 2009 году Джонс попал в состав основной команды «Дабл-Ю Коннекшн». В её составе футболист дважды стал чемпионом Тринидада и Тобаго, а также становился победителем Клубного чемпионата Карибского футбольного союза.
В сентябре 2014 года Джовин Джонс перебрался в Европу, отправившись в аренду в финский клуб ХИК.
3 декабря 2014 года Джонс перешёл в клуб MLS «Чикаго Файр». В главной лиге США дебютировал 6 марта 2015 года в матче стартового тура сезона против «Лос-Анджелес Гэлакси». 4 апреля в матче против «Торонто» забил свой первый гол в MLS.
14 января 2016 года Джонс был обменян в «Сиэтл Саундерс» на 15-й пик Супердрафта MLS и общие распределительные средства. За «Сиэтл Саундерс» дебютировал 23 февраля в первом матче четвертьфинала Лиги чемпионов КОНКАКАФ 2016/17 против мексиканской «Америки». 1 июня в матче против «Ди Си Юнайтед» забил свой первый гол за «Саундерс».
В июле 2017 года было сообщено, что немецкий клуб «Дармштадт 98» заключил с Джонсом контракт до июня 2020 года и трансфер состоится по окончании сезона в MLS. Во Второй Бундеслиге Джовин дебютировал 28 января 2018 года в матче против «Санкт-Паули». Выйдя в стартовом составе, на 7-й минуте он забил гол дальним ударом, оставшийся в итоге единственным в матче и принёсший «Дармштадту» победу, однако незадолго до перерыва был заменён из-за травмы.
7 мая 2019 года Джонс вернулся в «Сиэтл Саундерс». По окончании сезона 2020 «Сиэтл Саундерс» не стал продлевать контракт с Джонсом.
11 марта 2021 года Джонс на правах свободного агента присоединился к «Интер Майами», подписав двухлетний контракт. За «Интер Майами» дебютировал 18 апреля в матче стартового тура сезона 2021 против «Лос-Анджелес Гэлакси». 25 июня в матче против «Орландо Сити» получил травму колена, из-за чего пропустил более девяти месяцев. По окончании сезона 2022 контракт Джонса с «Интер Майами» истёк.
В мае 2023 года Джонс вернулся играть на родину, подписав краткосрочный контракт с клубом «Полис». Дебютировал за «Полис» 16 мая в матче против «Сентрала», выйдя на замену во втором тайме вместо Симеона Бейли.

## Карьера в сборной
В сборной Тринидада и Тобаго Джонс дебютировал в 19 лет в матче против сборной Панамы. С тех пор Джонс является одним из основных её игроков.

## Достижения
Дабл-Ю Коннекшн
- Победитель Клубного чемпионата КФС (1): 2009.
- Чемпион Тринидада и Тобаго (2): 2011/12, 2013/14.
- Обладатель Кубка Тринидада и Тобаго (1): 2013/14.

ХИК
- Чемпион Финляндии (1): 2014.

Сиэтл Саундерс
- Чемпион MLS (2): 2016, 2019.

## Личная жизнь
Джовин Джонс — сын игрока сборной Тринидада и Тобаго Келвина Джонса и старший брат игрока сборной Тринидада и Тобаго Элвина Джонса.